# Ловорово дрво (Фабержеово јаје)
Ловорово дрво или Поморанџино дрво (рус. Лавровое дерево; Апельсиновое дерево) је украшено нефритно и емајлирано јаје, направљено под надзором руског јувелира Петра Карла Фабержеа 1911. године. Једно је од од царских Фабержеових јаја које је цар Николај II поклонио својој мајци, царици удовици Марији Фјодоровној, 12. априла 1911.
Његов парњак из 1911. године, јаје направљено исте године за обележавање друге прилике, поклоњено је царици Александри Фјодоровној и носи назив јаје Петнаестогодишњица. То јаје је било посебно креирано у част петнаестогодишњице брака цара Николаја II и царице Александре.

## Изненађење
Окретањем мале ручице, маскиране као воћка скривена међу лишћем ловоровог дрвета, активира се шарка на врху дрвета. Појављује се птица певачица, маше крилима, окреће главу, отвара кљун и пева.

## Историја
Јаје је инспирисано француским механичким наранџиним дрветом из XVIII века. Дуго је било погрешно означено као „наранџино дрво”, али је накнадно потврђено као ловорово након анализе оригиналног рачуна из Фабержеове радионице. Фаберже је за њега наплатио 12.800 рубаља.
Године 1917. јаје је запленила Привремена влада Русије и преместила га из Аничковог дворца у Кремљу. Око 1927. године, продато је Емануелу Сноуману из јувелирске куће Вартски.
Године 1934. Вартски га је продао Алану Гибсону Хјузу за 950 фунти, а поново га је откупио од његовог имања 1939. након његове смрти. Јаје има кутију са иницијалима „A. G. H.“, што се вероватно односи на период власништва Хјуза.
Године 1947. јаје је продато на аукцији Сотбија у Лондону за 1.650 фунти, након чега је прешло кроз више власника, а последња је била госпођа Милдред Каплан. Она га је 1965. продала Малколму Форбсу за 35.000 долара, што је еквивалентно 212.634 долара у време када је колекција Форбс продата Виктору Векселбергу 2004. године.
Јаје је сада део збирке Виктора Векселберга, коју поседује Фондацију „Карика времена“ и налази се у Музеју Фаберже у Санкт Петербургу у Русији.